# Polypodium schneideri
Polypodium schneideri är en stensöteväxtart som beskrevs av G. Schneid. Polypodium schneideri ingår i släktet Polypodium och familjen Polypodiaceae. Inga underarter finns listade.